# Kalbach

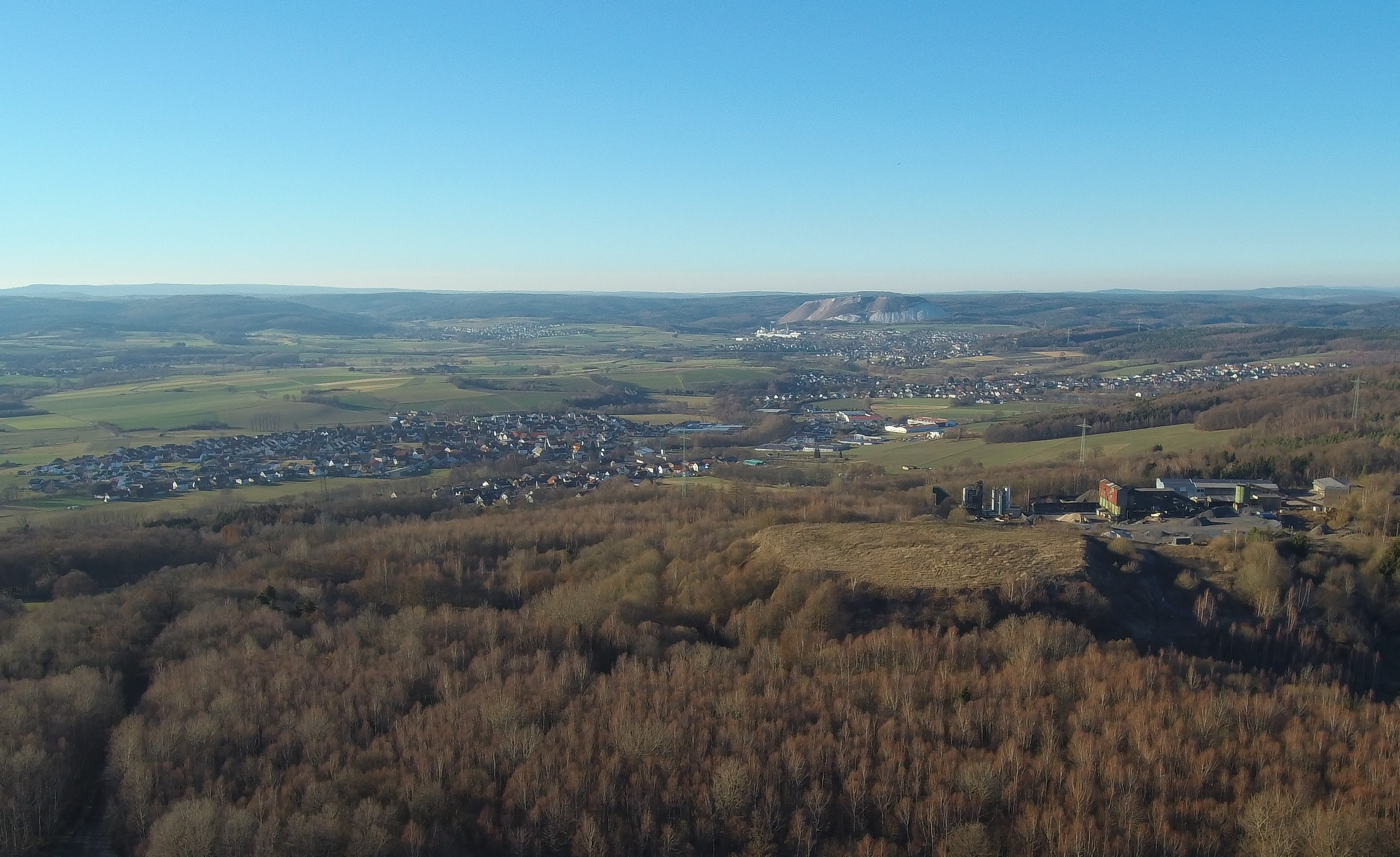
Blick über das Kalbachtal. Im Hintergrund ist der Kaliberg Neuhof zu sehen

Kalbach ist eine Gemeinde im Landkreis Fulda in Osthessen im Bundesland Hessen in der Bundesrepublik Deutschland.

## Geografie

### Geografische Lage
Kalbach liegt in 280 bis 658 Meter Höhe (Große Haube) im südlichen Kreisgebiet des Landkreises Fulda. Die Erhebungen im Gemeindegebiet werden zum großen Teil zur Brückenauer Kuppenrhön und zum Landrücken gezählt, dem Bindeglied zwischen Vogelsberg im Nordwesten, der Rhön im Nordosten und dem Spessart im Süden. Der Ort selbst liegt vollständig im Naturpark Hessische Rhön.

### Nachbargemeinden
Kalbach grenzt im Westen an die Gemeinde Flieden, im Nordwesten an die Gemeinde Neuhof, im Nordosten an die Gemeinden Eichenzell und Ebersburg (alle vier im Landkreis Fulda), im Osten an die Gemeinde Motten (Landkreis Bad Kissingen in Bayern), sowie im Süden an die Gemeinde Sinntal und die Stadt Schlüchtern (beide im Main-Kinzig-Kreis).

### Gliederung
Die Gemeinde besteht aus den Ortsteilen Eichenried, Heubach, Mittelkalbach, Niederkalbach, Oberkalbach, Uttrichshausen und Veitsteinbach.

## Geschichte
Der Name Kalbach entstand im Zuge der hessischen Gebietsreform im Jahre 1972 und bezieht sich auf den historischen Namen des Gebietes Calbaha, welcher im Jahre 826 erstmals in einer Schenkungsurkunde an das Klosters Fulda erwähnt wurde.

## Gemeindebildung
im Zuge der Gebietsreform in Hessen nahm bereits am 1. September 1969 Veitsteinbach die Nachbargemeinde Eichenried auf. Am 31. Dezember 1971 kam Heubach zu Uttrichshausen. Am 1. April 1972 wurden die bis dahin selbständigen Gemeinden Niederkalbach und Veitsteinbach in die Gemeinde Mittelkalbach eingegliedert. Diese wurde am 1. August 1972 kraft Landesgesetz mit Oberkalbach und Uttrichshausen zur neuen Großgemeinde Kalbach zusammengeschlossen. Sitz der Gemeindeverwaltung wurde Mittelkalbach. Für alle Ortsteile von Kalbach wurde je ein Ortsbezirk eingerichtet.

## Politik

### Gemeindevertretung
Die Kommunalwahl am 14. März 2021 lieferte folgendes Ergebnis, in Vergleich gesetzt zu früheren Kommunalwahlen:
| Sitzverteilung in der Gemeindevertretung 2021Insgesamt 31 Sitze - SPD: 11 - CDU: 12 - BfK: 8 | Parteien und Wählergemeinschaften | Parteien und Wählergemeinschaften           | % 2021 | Sitze 2021 | % 2016 | Sitze 2016 | % 2011 | Sitze 2011 | % 2006 | Sitze 2006 | % 2001 | Sitze 2001 |
| Sitzverteilung in der Gemeindevertretung 2021Insgesamt 31 Sitze - SPD: 11 - CDU: 12 - BfK: 8 | CDU                               | Christlich Demokratische Union Deutschlands | 37,5   | 12         | 44,7   | 14         | 62,0   | 19         | 62,6   | 19         | 61,2   | 19         |
| Sitzverteilung in der Gemeindevertretung 2021Insgesamt 31 Sitze - SPD: 11 - CDU: 12 - BfK: 8 | SPD                               | Sozialdemokratische Partei Deutschlands     | 35,6   | 11         | 35,0   | 11         | 31,6   | 10         | 31,9   | 10         | 34,0   | 11         |
| Sitzverteilung in der Gemeindevertretung 2021Insgesamt 31 Sitze - SPD: 11 - CDU: 12 - BfK: 8 | BfK                               | Bürger für Kalbach                          | 26,9   | 8          | 20,2   | 6          | —      | —          | —      | —          | —      | —          |
| Sitzverteilung in der Gemeindevertretung 2021Insgesamt 31 Sitze - SPD: 11 - CDU: 12 - BfK: 8 | BL                                | Bürgerliste                                 | —      | —          | —      | —          | 6,4    | 2          | 5,5    | 2          | 4,8    | 1          |
| Sitzverteilung in der Gemeindevertretung 2021Insgesamt 31 Sitze - SPD: 11 - CDU: 12 - BfK: 8 | Gesamt                            | Gesamt                                      | 100,0  | 31         | 100,0  | 31         | 100,0  | 31         | 100,0  | 31         | 100,0  | 31         |
| Sitzverteilung in der Gemeindevertretung 2021Insgesamt 31 Sitze - SPD: 11 - CDU: 12 - BfK: 8 | Wahlbeteiligung in %              | Wahlbeteiligung in %                        | 63,5   | 63,5       | 65,6   | 65,6       | 59,7   | 59,7       | 58,2   | 58,2       | 65,1   | 65,1       |

### Bürgermeister
Nach der hessischen Kommunalverfassung wird der Bürgermeister für eine sechsjährige Amtszeit gewählt, seit dem Jahr 1993 in einer Direktwahl, und ist Vorsitzender des Gemeindevorstands, dem in der Gemeinde Kalbach neben dem Bürgermeister ehrenamtlich ein Erster Beigeordneter und fünf weitere Beigeordnete angehören. Bürgermeister ist seit dem 1. Januar 2021 der parteiunabhängige Mark Bagus. Die Amtszeit seines Amtsvorgängers Florian Hölzer, die dieser aus gesundheitlichen Gründen nicht mehr fortsetzen wollte, endete am 31. Oktober 2020, obwohl in Hessen die Direktwahlen pandemiebedingt verschoben worden waren. Mark Bagus wurde am 1. November 2020 im ersten Wahlgang bei 63,8 Prozent Wahlbeteiligung mit 67,3 Prozent der Stimmen gewählt und in der Sitzung der Gemeindevertretung am 17. Dezember 2020 als hauptamtlicher Bürgermeister in das Amt eingeführt, verpflichtet, ernannt und vereidigt.
Amtszeiten der Bürgermeister
- 2021–2026 Mark Bagus[16]
- 2014–2020 Florian Hölzer[18]
- 2006–2014 Dag Wehner (CDU), wechselte im Mai 2014 als Bürgermeister zur Stadt Fulda[21]
- 1983–2006 Karl-Heinz Kaib (CDU)[22]

### Ortsbeiräte
Für alle Ortsteile besteht je ein Ortsbezirk mit Ortsbeirat und Ortsvorsteher nach Maßgabe der §§ 81 und 82 HGO und des Kommunalwahlgesetzes in der jeweils gültigen Fassung. Der Ortsbeirat besteht je nach Einwohnerzahl aus fünf bis neuen Mitgliedern.
Deren Wahl erfolgt im Rahmen der Kommunalwahlen. Der Ortsbeirat wählt eines seiner Mitglieder zum Ortsvorsteher bzw. zur Ortsvorsteherin. Zur Zusammensetzung siehe die jeweiligen Stadtteile.

### Wappen

Mit Urkunde vom 4. April 1976 erteilte der Hessische Minister des Inneren der Gemeinde Kalbach die Genehmigung für die Flagge und das Wappen.
„Das Wappen zeigt hinter einer rechten geteilten Flanke, darin oben in Gold drei rote Sparren, unten in Silber ein schwarzes durchgehendes Kreuz, in Blau über einem erniedrigten, goldenen schräglinken Wellenbalken ein silbernes, siebenzähliges Kastanienblatt.“
Die früheren territorialen Zugehörigkeiten werden durch die in der Flanke des Schildes übereinander gestellten Wappenbilder der Grafschaft Hanau und des Hochstifts Fulda ausgedrückt. Hauptbild des Wappens ist ein siebenzähliges Kastanienblatt, das auf den Waldreichtum der Gemeinde und die sieben Ortsteile anspielt. Beigefügt ist mit Bezug auf das namensgebende Gewässer ein stilisierter Fluss.

## Religionen

### Katholische Kirche

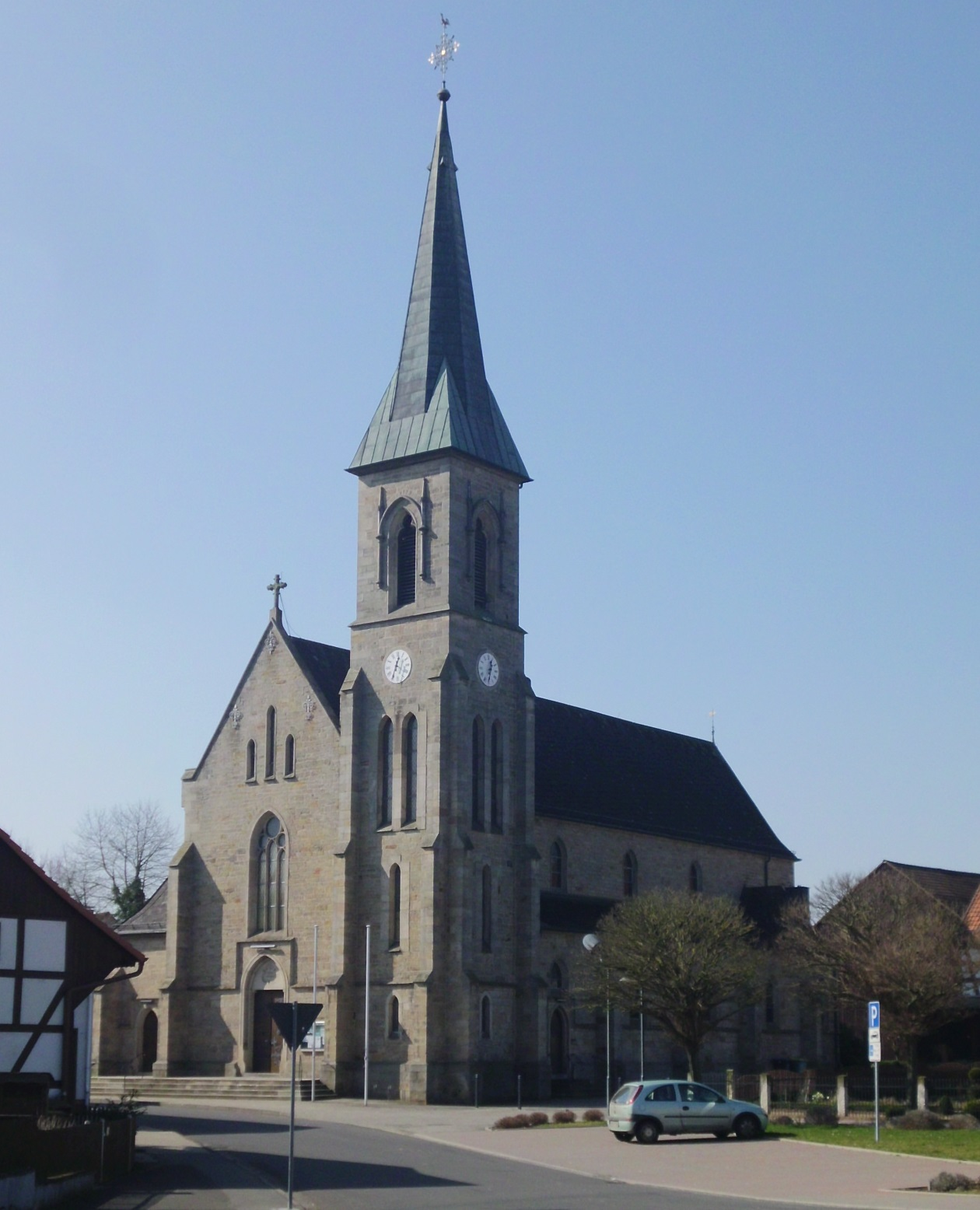
Kath. Pfarrkirche St. Sebastian in Mittelkalbach

Das Gebiet der politischen Gemeinde Kalbach umfasst ehemals vier katholische Pfarreien, die wiederum dem Dekanat Neuhof-Großenlüder und dem Pastoralverbund Heilig Geist Kalbach-Neuhof im Bistum Fulda zugeordnet waren.
Es sind dies:
- St. Bonifatius in Uttrichshausen
- St. Laurentius in Niederkalbach
- St. Sebastian in Mittelkalbach
- St. Vitus in Veitsteinbach

Am 21. Februar 2016 wurden die vier bisher selbständigen Kirchengemeinden in einem Gottesdienst mit Weihbischof Karlheinz Diez zur neuen Pfarrgemeinde St. Kilian, Kalbach zusammengeführt. Die Kirche St. Sebastian in Mittelkalbach wurde zur Pfarrkirche ernannt.

### Evangelische Kirche
Die evangelische Lukasgemeinde in Kalbach gehört zur Evangelischen Kirche von Kurhessen-Waldeck und umfasst die drei Ortsteile Oberkalbach, Heubach und Uttrichshausen.

## Wirtschaft und Infrastruktur

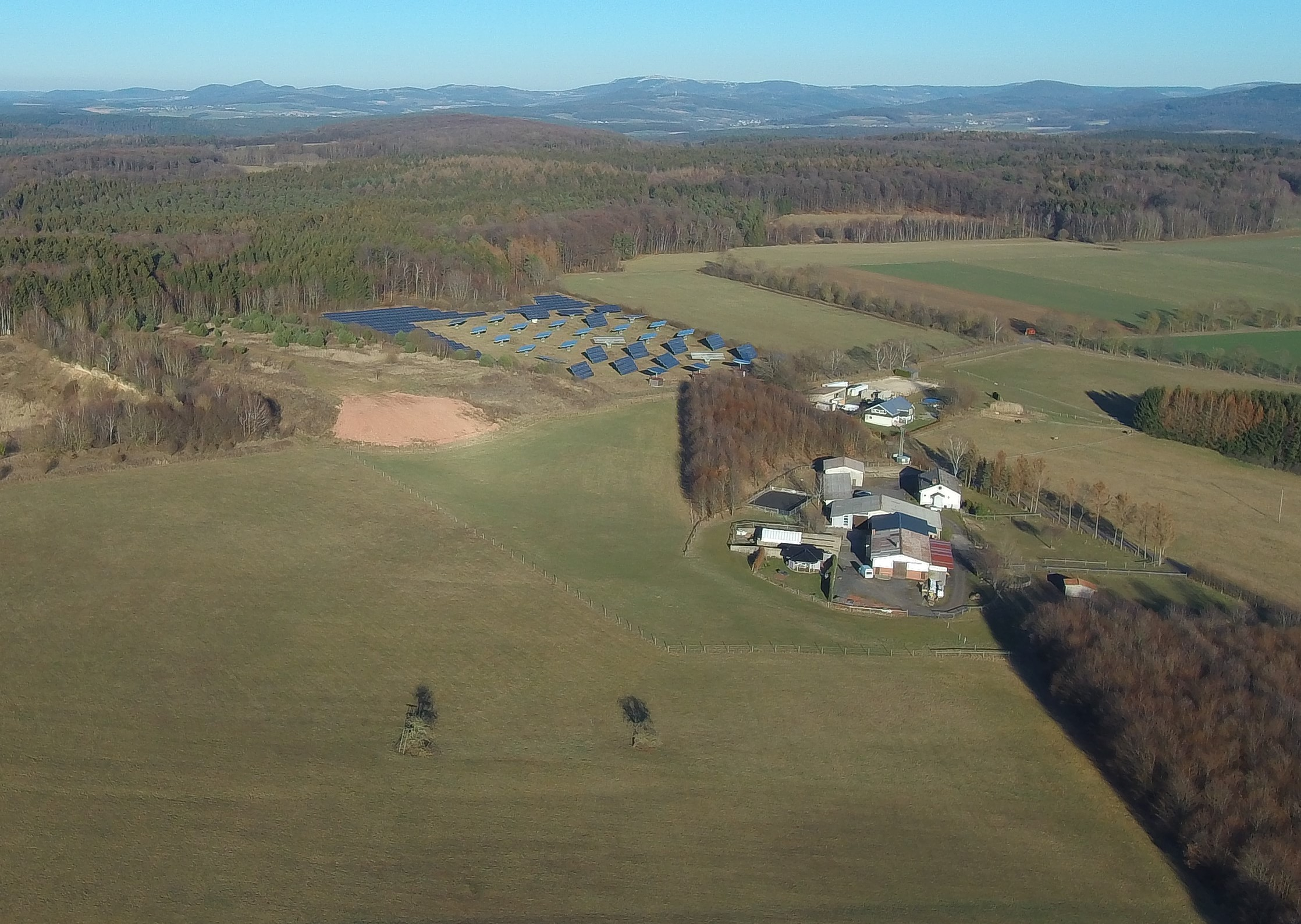
Solarpark bei Oberkalbach mit Blick auf die Rhön im Hintergrund

In der Gemeinde Kalbach befindet sich der ehemals größte Solarpark im Landkreis Fulda. Die Anlage hat eine Gesamtleistung von 365 kW und wird von der ÜWAG-Tochter Synergie betrieben.

## Verkehr

### Straßen
Durch die Gemarkung Uttrichshausen verläuft die Bundesautobahn 7.

### Eisenbahn
Eisenbahn-Schnellfahrstrecke Hannover–Würzburg
Durch Mittelkalbach verläuft die Eisenbahn-Schnellfahrstrecke Hannover–Würzburg. Der 1298 m lange Kalbachtunnel, die je 773 m langen Tunnel Hartberg und Bornhecke sowie die Kalbach-Talbrücke (364 m) liegen auf dem Gebiet der Gemeinde. Das nördliche Viertel des Landrückentunnels, des mit einer Länge von 10.779 m längsten Tunnels in Deutschland, liegt ebenfalls auf Gemeindegebiet.
Neubaustrecke Gelnhausen–Kalbach

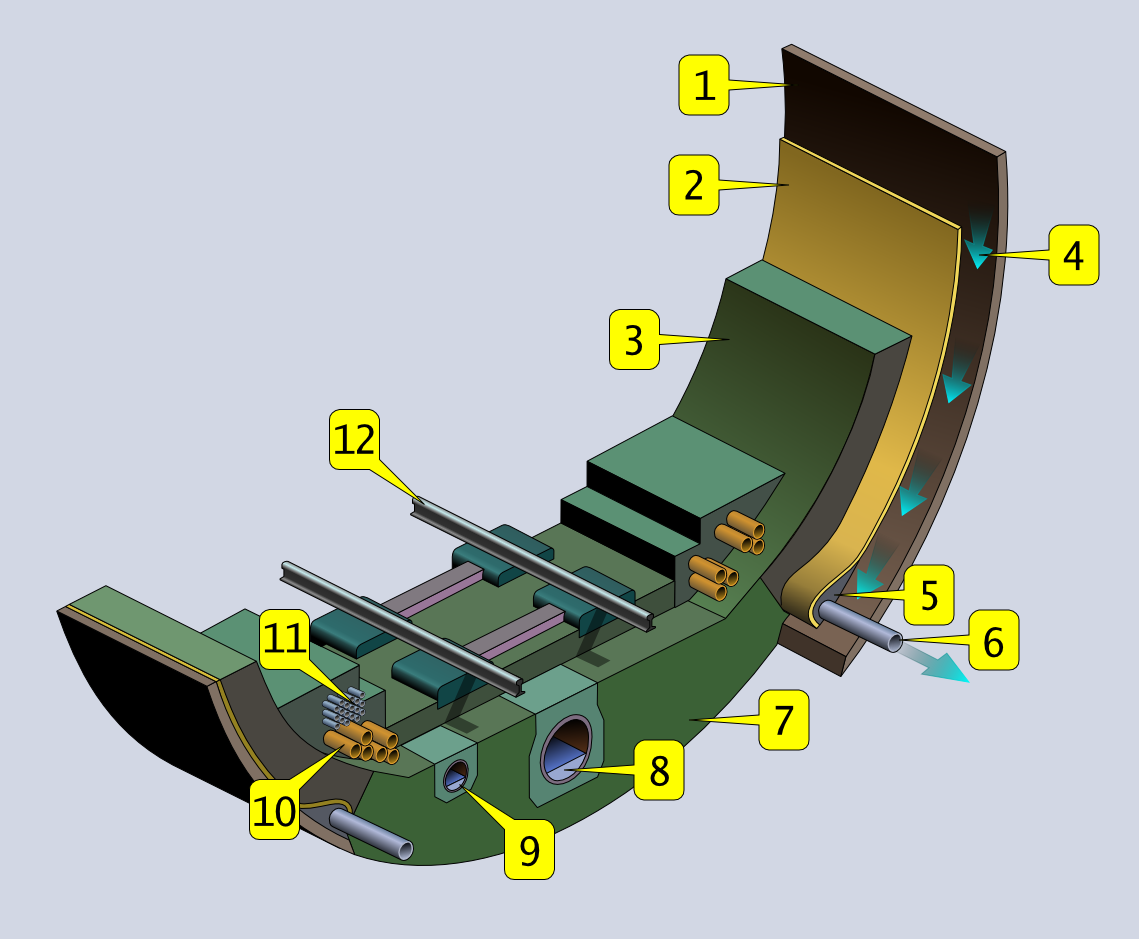
Tunnelentwässerung

Durch die Gemeinde Kalbach führt die von der DB Netz AG bevorzugte Trasse für die Neubaustrecke Gelnhausen-Kalbach, (Trassenvariante IV). Geplant ist zwischen Schlüchtern und Mittelkalbach ein ca. 10 km langer Eisenbahntunnel, der den Landrücken nicht auf dem kürzesten Weg von Süd nach Nord (Trassenvariante Variante V) quert, sondern von Schlüchtern kommend, über eine längere Distanz längs von West nach Ost über die Gemarkung Rückers mit der Steinkammer (Naherholungs- und Quellgebiet im Naturpark Rhön) nach Mittelkalbach führt. In Mittelkalbach ist dann die Einfädelung in die Schnellfahrstrecke Hannover–Würzburg geplant und nördlich von Schlüchtern eine Verknüpfung mit der Bestandsstrecke vorgesehen. 
Im großräumigen Gebiet befinden sich die Rhein-Weser-Wasserscheide und die wichtigsten Quellen der Gemeinden Kalbach und Flieden. Dies sind die Quellen im Tiefwieschen unterhalb des Fliegenhäubchens (Wasserversorgung der Gemeinde Kalbach), die Quellen im Hermannswinkel und unterhalb der Steinkammer, die Struth- und die Aschquelle (Wasserversorgung der ehem. Gemeinde Rückers) und die Quellen im Kalkofen (Wasserversorgung der Gemeinde Flieden). Befürchtet wird durch die Drainagewirkung des Tunnels (Ableitung des Bergwassers) eine Entwässerung des Berges und das Auftreten von Erdfällen.
Zurzeit läuft das Raumordnungsverfahren. Parallel zum Raumordnungsverfahren laufen bereits die Erkundungsbohrungen für den Ausbau der Strecke. Im Februar 2022 wurde die Vorplanung ausgeschrieben.
Die von der Variante IV stark betroffenen Kommunen Bad Soden-Salmünster, Schlüchtern, Steinau und Kalbach lehnen diese Variante ab.